# Aleksandra Pawlak
Aleksandra Helena Pawlak (ur. 27 sierpnia 1984) – polska koszykarka występująca na pozycjach niskiej oraz silnej skrzydłowej.
Jest wychowanką ŁKS Łódź, w którym grała pod panieńskim nazwiskiem Kostecka do 2001 roku. Następnie broniła barw innego łódzkiego klubu, Widzewa. Sezon 2008/09 rozpoczęła w barwach beniaminka PLKK drużyny PTK Pabianice. Nie przekonała jednak do siebie trenera Sławomira Depty i po kilku miesiącach wróciła do Widzewa. Od 2017 zawodniczka AZS AJP Gorzów Wielkopolski.
W sezonie 2009/2010 wygrała generalną klasyfikację na najskuteczniejszą koszykarkę I ligi ze średnią 22,13 punktów na mecz (664/30). Została wybrana sportowym Odkryciem Roku 2009 w plebiscycie „Polski – Dziennika Łódzkiego”.
13 sierpnia 2018 po raz kolejny w karierze dołączyła do Widzewa Łódź.

## Osiągnięcia
Stan na 28 sierpnia 2020, na podstawie, o ile nie zaznaczono inaczej.
- Wicemistrzyni Polski (2016)
- Finalistka Pucharu Polski (2015)
- Awans do PLKK (2010)
- Uczestniczka rozgrywek Euroligi (2014/15)

Reprezentacja
- Uczestniczka kwalifikacji do Eurobasketu (2015, 2017)